# Томсон, Кеннет Рой
Кеннет Рой Томсон, 2-й барон Томсон Флитский (англ. Kenneth Roy Thomson, 2nd Baron Thomson of Fleet; 1 сентября 1923 г. — 12 июня 2006 г.) — канадский и британский бизнесмен и коллекционер произведений искусства. На момент его смерти, по версии Forbes, он был самым богатым человеком в Канаде и девятым самым богатым человеком в мире, имея в собственности 19,6 млрд дол. США.

## Биография
Кеннет Томсон родился 1 сентября 1923 года в Торонто, Онтарио. Он был сыном Роя Томсона, основателя корпорации Thomson.
Начальное образование Томсон получил в Верхнем Канадском колледже, прежде чем поступить в Колледж Святого Иоанна, Кембридж, где он получил степень в области экономики и права. Во время Второй мировой войны служил в Королевских военно-воздушных силах Канады. После войны завершил своё образование и вошел в семейный бизнес.
На момент смерти отца в 1976 году Томсон был известен как 2-й лорд Томсон Флотский. Тем не менее он никогда не использовал своего благородного титула в Канаде и не занял своё место в палате лордов.
Томсон стал преемником своего отца в качестве председателя медиа-империи из больших газетных и телевизионных холдингов. Семье Томсона принадлежала также контролирующая доля в Компании Гудзонова залива с 1979 по 1997 год. Медиа-империя Томпсона присоединила газету The Globe and Mail в Торонто к The Times и Sunday Times в Великобритании и The Jerusalem Post в Израиле. При Томсоне корпорация продала The Times медиахолдингу News Corporation Руперта Мёрдока, а также The Jerusalem Post медиа-компании Hollinger Inc. Конрада Блека. The Globe and Mail объединились с кабельным и телевизионным активами BCE Inc. (включая CTV и The Sports Network), чтобы сформировать Bell GlobeMedia, контролируемую BCE с Томсоном как миноритарным акционером. Затем компания продала все свои общественные газеты, чтобы стать гигантской службой финансовых данных и одним из самых мощных информационных сервисов в мире, а также академическим издательством. Сегодня компания работает в первую очередь в США, имея штаб-квартиру в Стэмфорде, Коннектикут. В 2002 году корпорация Thomson была зарегистрирована на Нью-Йоркской фондовой бирже как «TOC».
Согласно журналу Forbes в 2005 году, семья Томсон была самой богатой в Канаде, Кеннет Томсон был пятнадцатым самым богатым человеком в мире, имея 17,9 млрд долларов США. В промежутке времени от этого отчета и до своей смерти он поднялся на шесть позиций, став девятым в мире с активами почти 22.6 млрд долларов США.
За последние пятьдесят лет жизни Томсон был одним из ведущих арт-коллекторов Северной Америки, а также крупным благотворителем Художественной галереи Онтарио. В 2002 году он заплатил самую высокую цену за канадскую картину, «Сцена на Северо-Западе (Портрет Джона Генри Лефроя)» художника Пола Кейна. На аукционе Сотбис Томсон купил картину Питера Пауля Рубенса «Избиение младенцев» за 49,5 млн фунтов стерлингов (117 млн долл. США).

## Личная жизнь
В 1956 году Томсон женился на Норе Мэрилин Лавис (27 июля 1930 — 23 мая 2017), модели. У них было трое детей: Дэвид (1957), Линн, которая сменила имя на Тейлор (1959) и Питер (1965). Тейлор, бывшая актриса и кинопродюсер, стала известна своим иском против аукционного дома Кристис, когда в 1994 году она купила урны, предположительно французского короля Людовика XV, которые, как выяснилось, были копиями XIX века.